# Franz Walters
Franz Walters (* 2. Mai 1939 in Wien-Alsergrund als Franz Walter Sysel; † 5. November 2021 in Bad Ischl) war ein österreichischer Puppenspieler, Kabarettist und Schauspieler.

## Leben und Werk
Seine Kindheit und frühe Jugend verlebte er im Stadtpalais des Fürsten Khevenhüller zu Wien. Er arbeitete fast zehn Jahre in der Typographie, nahm in dieser Zeit Klavierunterricht in der Musikschule der Stadt Wien und Gesangsunterricht bei Felizitas von Hornberg-Kail und am Franz Schubert Konservatorium bei Joseph Maschkan und Erwin Waldmann.
1963 gab er seinen Brotberuf auf und begann ein Schauspielstudium bei Vera Balser-Eberle (Gattin des berühmten Burg-Schauspielers Ewald Balser), Lehrerin am Wiener Max-Reinhardt-Seminar und selbst Mitglied des Wiener Burgtheaters.
Es folgen zehn Jahre mit Engagements als Kabarettist (z. B. Kabarett „Der Würfel“, mit Peter Lodynski, „Der bunte Wagen“, mit Tamara Stadnikow, „Der Ventilator“ mit Gerhard Bronner und Felix Dvorak, „Die Giftzwerge“, ein Tourneekabarett, „Wiener Maxi Böhm“) und als Schauspieler und Regisseur bei Wiener Kleinbühnen und Bundesländer-Theatern, z. B. an der Burgenländischen Landesbühne und dem Stadttheater Baden bei Wien. Gemeinsam mit einem Kollegen gründete er das „Niederösterreichische Kammerschauspiel“, welches 1971 mit dem musikalischen Lustspiel „Der Mann mit dem Zylinder“ das Kurtheater Reichenau zu neuem Leben erweckte.
Nebenbei schrieb er in dieser Zeit auch Bühnenmusiken zu Stücken von Aristophanes bis Peter Weiss, Wienerlieder und Chansons. Er arbeitete für den ORF als Reporter, Autor und Regisseur und hatte auch schon ersten nebenberuflichen Kontakt mit dem Medium Figurentheater als Sprecher und Puppenführer bei den "Austria-Handpuppenspielen" Anni Bondi.

## Anni Bondi
Bereits in den Nachkriegsjahren (1947) gründete sie die "Austria-Handpuppenspiele". Diese wurde eine der damals wohl beliebtesten Puppenbühnen im österreichischen Fernsehen.

## Der Puppenschauspieler
In der Saison 1972/1973 startete Franz Walters eine Karriere als Puppenschauspieler. Er gründete das „Theater mit Puppen“ und das Abendprogramm „Liebe im Untergrund“ war der Auftakt zu einer künstlerischen Tätigkeit, die das oftmals abgewertete Medium Figurentheater erfolgreich an das „seriöse“ Schauspiel heranführte.